# Witalij Luks
Witalij Luks (ur. 27 lutego 1989 w Kara-Bałcie) – kirgiski piłkarz występujący na pozycji napastnika.

## Kariera klubowa
Luks urodził się w Związku Radzieckim, ale w 1995 roku wyemigrował z rodziną do Niemiec. Tam rozpoczął karierę piłkarską w amatorskim FV Weißenhorn 1920. Następnie grał w TSG Thannhausen z Oberligi Bayern, a także zespołach Regionalligi, FV Illertissen oraz FC Carl Zeiss Jena. W 2014 roku trafił do rezerw 1. FC Nürnberg, występujących w Regionallidze Bayern.
W 2016 roku Luks został zawodnikiem innego klubu Regionalligi Bayern, SpVgg Unterhaching.

## Kariera reprezentacyjna
W 2015 roku Luks został powołany do reprezentacji Kirgistanu. Zadebiutował w niej 11 czerwca 2015 roku w wygranym 3:1 meczu eliminacji Mistrzostw Świata 2018 z Bangladeszem.